# Comuna Vîșenka, Hmilnîk
Vîșenka (în ucraineană Вишенька) este o comună în raionul Hmilnîk, regiunea Vinnița, Ucraina, formată din satele Cervonîi Step, Malîi Ostrojok și Vîșenka (reședința).

## Demografie
Componența lingvistică a satului Vîșenka
     Ucraineană (99,32%)
     Alte limbi (0,67%)
Conform recensământului din 2001, majoritatea populației satului Vîșenka era vorbitoare de ucraineană (99,32%), existând în minoritate și vorbitori de alte limbi.